# アンハーフブリッキング
『アンハーフブリッキング』（Unhalfbricking）は、イギリスのフォークロック・バンド、フェアポート・コンヴェンションによる3枚目のアルバムであり、1969年のリリース作としては2枚目のアルバムとなる。バンドの歴史の中では過渡期のアルバムと見なされ、直前のアルバム『ホワット・ウィー・ディド・オン・アワ・ホリデイズ』で始まり、アメリカ音楽の影響から離れて、同年後半にリリースされた次作『リージ・アンド・リーフ』で頂点を極めた、より伝統的なイギリスのフォークソングへの傾倒を示している。
アルバムの特徴としては、未発表のボブ・ディランの曲の採用や、多くの演奏者によってカバーされ、今日ではクラシックと位置付けられている「時の流れを誰が知る」でサンディ・デニーのソングライターとしての活動があげられる。アルバムに収録されている唯一のトラディショナル・ソング「船乗りの生涯」は、英国のフォークロック音楽の発展において極めて重要であると考えられている。
音楽的な方向性だけでなく外部のイベントによるバンドのラインナップの変化は、このアルバムをバンドの歴史の変化点として位置づけられる。1969年はフェアポート・コンヴェンションにとって多作の年となった。12か月の間に『ホワット・ウィー・ディド・オン・アワ・ホリデイズ』から『リージ・アンド・リーフ』へと大きな進展がみられた。
このアルバムはまた、バンドにとってイギリスのヒットチャートで最初の成功をもたらし、バンドのキャリア全体で2番目に高い全英アルバムチャートで12位と言う結果をもたらし、シングル・リリースされた「二人のわかれ」は全英シングルチャート21位に到達した。

## 製作
フェアポート・コンヴェンションはボブ・ディランのロンドンの音楽出版社に招待され、当時未発表だった『地下室 (ザ・ベースメント・テープス)』セッションのトラックを聴くことができた。ベーシストであるアシュリー・ハッチングスは、「私たちはすべてを愛していました。できれば、すべての曲をカバーしていたでしょう」と述べている。「パーシーズ・ソング」、「ミリオン・ダラー・バッシュ」、「If You Gotta Go、Go Now 」（フランス語の「Si Tu Dois Partir (二人のわかれ)」に改題）などのステージで演奏されていたバージョンがアルバムに収録された。後者のフランス語の歌詞は、ミドルアースクラブでの演奏の合間に作成された。ギタリストのサイモン・ニコルよると、「退屈な要素がこの奇抜なアイデアを思いついた理由の1つだったと思います。3、4人のパンターが楽屋に加わりました。彼らはフランス人の旅行者またはロンドンで働いているフランス人の学生であり、その夜そこに居ました」と語った。「パーシーズ・ソング」と「ミリオン・ダラー・バッシュ」はこのアルバムで初めて取り上げられた。
バンドの男性ボーカリストであるイアン・マシューズは自身のアルバム『マシューズ・サザン・カンフォート』を作成するためにレコーディング中に「パーシーズ・ソング」1曲だけを録音した後に、『アンハーフブリッキング』の製作中にバンドを去った。サンディ・デニーは、彼女自身が書いた「オートプシー」、「時の流れを誰が知る」など、他のすべての曲でリードボーカルを担当した。後者は多くのアーティストに取り上げられ現在ではクラシックと見なされている。アル・ロイドが収集した長い英国のトラディショナル・フォーク・ソングである「船乗りの生涯」はアルバム制作時にすでにデニーのレパートリーの一部だった。特に『アンハーフブリッキング』での演奏は、「初期の現代アメリカ音楽から英国の歌へのフェアポートの歴史の転換点」であり、「未来への明確な道しるべ」とオールミュージックのリッチー・ウンターバーガーによってとして解説されている。
ギタリストのリチャード・トンプソンは2曲をアルバムに提供している。オープニング・トラック「ジェネシス・ホール」はゆったりとした3/4拍子のワルツで、トンプソンがダルシマーを弾き、サンディ・デニーがボーカルを担当している。この曲はシングル・リリースのBサイドだった。ジェネシス・ホールは、1969年初頭に不法占拠建造物となり、後に警察による大規模な立ち退きで有名になった、ドルリー・レーンの旧ベル・ホテルの愛称だった。『モジョ』誌の批評家、マイク・べインズの見解では、「トンプソンの作曲は「ジェネシス・ホール」で成熟に達しました」。サイド2冒頭の「ケイジャン・ウーマン」では、スウォーブリックのフィドルをフィーチャーしている。この曲がスウォーブリックがフェアポートで最初に演奏した作品となる。

## タイトルとカバー
タイトルはギグに出入りする際にゴーストという単語ゲームをプレイするバンドから生まれた。その趣旨は「実在の単語の完了の回避」であり、「Unhalfbricking」はサンディ・デニーによる造語だった。
エリック・ヘイズは、アルバムのタイトルもバンド名も掲載されていないイギリス・リリース盤のスリーブデザインの写真を撮影した。写真は南ロンドンのウィンブルドンのアーサー・ロードにある家族の家の外に立っているデニーの両親、ニールとエドナ・デニーを撮影したもので、バンドは庭のフェンスから遠くに見える。背景にはウィンブルドンの聖マリア教会が見える。ジョー・ボイドは後に「そして、『アンハーフブリッキング』のカバー写真は事故（後述）の直前の早春に撮られたと思う。そしてレコードはは6月に発売された」と語った。 
A&Mレコードが米国でリリースした『アンハーフブリッキング』のカバーはあまり良いものではなかった。「グループは明らかにアメリカのレーベルをひっくり返して、トランポリンをしている象の画像に置き換えた」と言われているため、サーカスの象の写真とバンドの小さな挿入画像で構成されていた。

## 余波
1969年5月11日、アルバムがリリースされる2か月前に、ドラマーのマーティン・ランブルとギタリストのリチャード・トンプソンのガールフレンド、ジーニー・フランクリンがバーミンガムでのコンサートからの帰路で起きた交通事故で他界した。後にサイモン・ニコルは語っている: 
それは大きな分岐点だったと思う。余波で、私たちは何をすべきか、それを一日と呼ぶかどうかについて多くを考えました。それが続く間は楽しかったが、それを続けるには明確な意志が必要だった。それは私たちに多くを与えましたが、今では多くを奪い去りました：人々の命を犠牲にするならそれは価値がありましたか？マーティンは18歳か19歳でした。彼はただのドラマーやミュージシャンだけではなく、彼にとって特別な存在でした。
アシュリー・ハッチングスはアルバムのカバー写真との関係について以下のように述べている: 
私の記憶はひどい自動車事故と結びついています。裏表紙では、みんなテーブルの周りで食べています。私が着ているシャツと革のチョッキは、衝突が起きたときに着ていたものです。血まみれになっていることをはっきりと覚えています。そのようなことを忘れないでください。
このように、グループにとっては困難な時期に『アンハーフブリッキング』は世に出たが、熱狂的に受け止められた。強烈な反応を得たの期間の後、バンドは自分達の将来について、さらにフォークロックのアイデアを追求することを決め、次作『リージ・アンド・リーフ』に向けてヴァイオリニストのデイヴ・スウォーブリックがフルタイムで参加するよう招待された。

## トラックリスト
| #  | タイトル                            | 作詞・作曲                                                                                                   | 時間  |
| -- | ----------------------------------- | --- | ----- |
| 1. | 「ジェネシス・ホール Genesis Hall」 | リチャード・トンプソン                                                                                       | 3;41  |
| 2. | 「二人のわかれ Si Tu Dois Partir」  | ボブ・ディラン                                                                                               | 2:22  |
| 3. | 「オートプシー Autopsy」            | サンディ・デニー                                                                                             | 4:27  |
| 4. | 「船乗りの生涯 A Sailor's Life」    | トラディショナル、編曲：デニー、トンプソン、サイモン・ニコル、アシュリー・ハッチングス、マーティン・ランブル | 11:20 |

| #  | タイトル                                              | 作詞・作曲     | 時間 |
| -- | ----------------------------------------------------- | -------------- | ---- |
| 5. | 「ケイジャン・ウーマン Cajun Woman」                  | トンプソン     | 2:43 |
| 6. | 「時の流れを誰が知る Who Knows Where the Time Goes?」 | デニー         | 5:13 |
| 7. | 「パーシーズ・ソング Percy's Song」                   | ボブ・ディラン | 6:55 |
| 8. | 「ミリオン・ダラー・バッシュ Million Dollar Bash」    | ボブ・ディラン | 2:56 |

| #   | タイトル                                              | 作詞・作曲         |
| --- | ----------------------------------------------------- | ------------------ |
| 9.  | 「ディア・ランドロード Dear Landlord」                | ディラン           |
| 10. | 「イージー・ライダーのバラード Ballad of Easy Rider」 | ロジャー・マッギン |

## リリース履歴
『アンハーフブリッキング』は時に応じてさまざまな形式でリリースされている：  
| 年     | 国               | ラベルとカタログ番号                                | フォーマット |
| ------ | ---------------- | --------------------------------------------------- | ------------ |
| 1969   | 英国             | アイランド ILPS 9102                                | LP           |
| 1969   | 米国             | A＆M SP-4206                                        | LP           |
| 1969   | 米国             | ハンニバル 4418                                     | カセット     |
| 1969   | ドイツ           | アイランド 849302                                   | LP           |
| 1969   | イタリア         | インターナショナルリコルディスパSLIR-IL             | LP           |
| 1969   | カナダ           | ポリドール 543-098                                  | LP           |
| 1970   | オーストラリア   | フェスティバル/アイランドSFL 9333512                | LP           |
| 1972   | 日本             | キング/アイランドICL-36                             | LP           |
| 1973   | オーストラリア   | フェスティバル/アイランドSFL 9333512                | LP（再発行） |
| 1974   | オランダ         | アイランドアリオラ88163XAT                          | LP           |
| 1969   | ニュージーランド | フェスティバルレコードSFL-933512                    | LP           |
| 1985   | 米国             | カルタゴCGLP 4418                                   | LP           |
| 1987   | 英国             | アイランドCID 9102                                  | CD           |
| 1987   | 日本             | ポリスターP32D 25025                                | CD           |
| 1990   | 米国             | カルタゴCGCD 4418                                   | CD           |
| 1990   | 英国             | アイランド IMCD 61（ アイランドマスターズシリーズ） | CD           |
| 1991   | 米国             | ハンニバル4418                                      | LP＆カセット |
| 1991   | 日本             | ポリスター P32D 1125                                | CD           |
| 1995   | 米国             | サンメル 8424982                                    | CD           |
| 2000   | 英国             | シンプリー・ビニール SVLP 164                       | LP           |
| 2003   | 英国             | アイランド IMCD 293（ Island Re-Mastersシリーズ）   | CD           |
| 2007   | 米国             | シンプリー・ビニール 00030726                       | LP           |
| 2008年 | 米国             | ウォーター 212                                      | CD           |
| 2008年 | 米国             | 4メン・ウィズ・ベアード 158                         | LP           |

## パーソネル

### フェアポート・コンヴェンション
- サンディ・デニー – ボーカル、ハープシコード
- リチャード・トンプソン – エレクトリックおよびアコースティック・ギター、エレクトリック・ダルシマー、ピアノ・アコーディオン、オルガン、バッキングボーカル
- アシュリー・ハッチングス – ベース、バッキングボーカル
- サイモン・ニコル – エレクトリック・ギターとアコースティック・ギター、エレクトリック・ダルシマー、バッキングボーカル
- マーティン・ランブル – ドラムス、「二人のわかれ」の積み上げた椅子の背[22]

### 追加要員
- イアン・マシューズ – 「パーシーズ・ソング」のバッキングボーカル
- デイヴ・スウォーブリック - 「二人のわかれ」、「船乗りの生涯」、「ケイジャン・ウーマン」のフィドルおよび「ミリオン・ダラー・バッシュ」のマンドリン
- トレヴァー・ルーカス – 「二人のわかれ」のトライアングル
- マーク・エリントン –「ミリオン・ダラー・バッシュ」のボーカル
- デイヴ・マタックス – 「イージーライダーのバラード」のドラム

### 製作
- ロンドンのサウンド・テクニックおよびオリンピック・スタジオで録音
- エンジニア： ジョン・ウッド
- スリーブデザイン：ディオジェニック企画.

出典： 